# Lơ Pang
Lơ Pang là một xã thuộc tỉnh Gia Lai, Việt Nam.

## Địa lý
Xã Lơ Pang nằm ở phía huyện Mang Yang, có vị trí địa lý:
- Phía đông giáp huyện Kông Chro
- Phía tây giáp huyện Đak Đoa
- Phía nam giáp xã Kon Chiêng và xã Kon Thụp
- Phía bắc giáp các xã Đak DJrăng, Đăk Ta Ley, Đăk Yă, Hra.

Xã Lơ Pang có diện tích 166,26 km², dân số năm 2019 là 5.527 người, mật độ dân số đạt 33 người/km².

## Hành chính
Xã Lơ Pang được chia thành 7 thôn.